# 優婆夷
優婆夷，又譯優婆私柯、优婆斯、优波赐迦、邬婆斯迦、邬波斯迦、优波赐迦，中譯為女居士、居士女、清淨女、清信女、近善女、近事女、近宿女、信女等，即親近三寶、接受三归、施行善法的在家女子，為在家二众、四眾，或七眾之一。如能受持五戒（不殺生、不偷盜、不邪淫、不妄語、不飲酒），稱持戒優婆夷。對應的男性爲優婆塞，四众或七众之一，又可称为居士。
《巴利律藏大品》（Mahā-vagga），谓优婆夷始於智度耶舍之母，耶舍的母親皈依佛陀，成為佛教史上第一位優婆夷。《华严疏》六十二曰：“亲近比丘尼而承事故。”即在俗之信女。